# 蒎酸
蒎酸（或称为2,2-二甲基-3-羧基环丁烷乙酸）是一种有机化合物，分子式C9H14O4，属于环状二羧酸，提取自松香，溶于乙醇、乙醚、脂肪烃，但不溶于水。